# أرت فيليبس (ملحن)
أرت فيليبس (بالإنجليزية: Art Phillips)‏ هو ملحن أمريكي، ولد في 1955.

## وصلات خارجية
- أرت فيليبس على موقع ميوزك برينز (الإنجليزية)
- أرت فيليبس على موقع ديسكوغز (الإنجليزية)